# Jüdischer Friedhof (Neumarkt in der Oberpfalz)

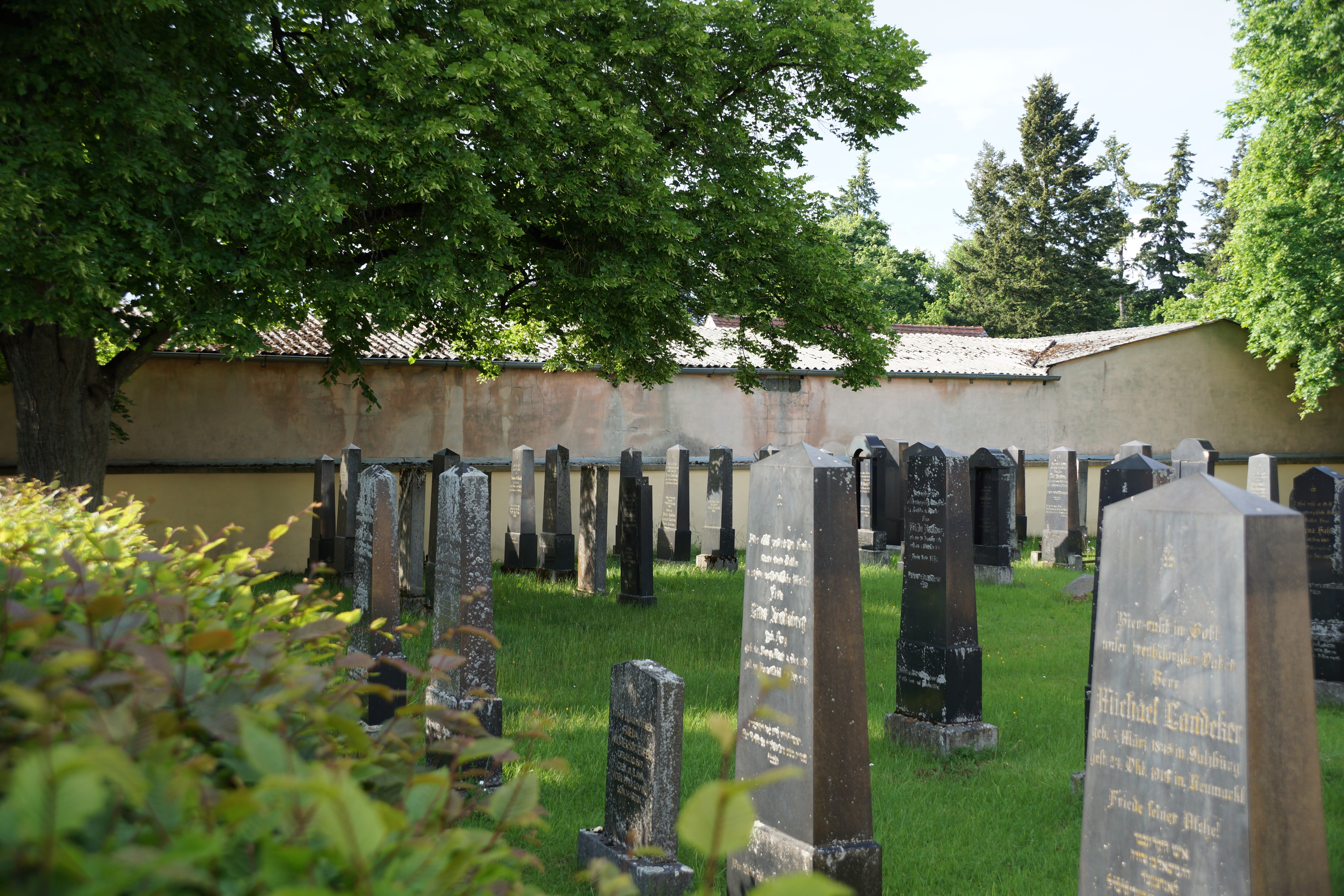
Jüdischer Friedhof Neumarkt in der Oberpfalz

Der Jüdische Friedhof Neumarkt in der Oberpfalz liegt in der Gießereistraße 3 in der oberpfälzischen Stadt Neumarkt in der Oberpfalz und enthält etwa 100 Grabsteine.
Der 940 m² große Friedhof wurde 1879/80 angelegt und bis 1950 belegt. Vorher wurden die Verstorbenen auf dem Friedhof in Sulzbürg beigesetzt. Der Friedhof ist von einer Steinmauer mit einem schmiedeeisernen Tor umgeben. 